# Saint-Geniez-ô-Merle
Saint-Geniez-ô-Merle är en kommun i departementet Corrèze i regionen Nouvelle-Aquitaine i de centrala delarna av Frankrike. Kommunen ligger  i kantonen Saint-Privat som tillhör arrondissementet Tulle. År 2022 hade Saint-Geniez-ô-Merle 91 invånare.

## Befolkningsutveckling
Antalet invånare i kommunen Saint-Geniez-ô-Merle
Referens:INSEE